# Itzel Manjarrez
Itzel Adilene Manjarrez Bastidas (Culiacán, 10 de abril de 1990) es una deportista mexicana que compitió en taekwondo. Ganó una medalla en los Juegos Panamericanos de 2015 y cuatro medallas en el Campeonato Panamericano de Taekwondo entre los años 2010 y 2016.

## Palmarés internacional
| Juegos Panamericanos    | Juegos Panamericanos    | Juegos Panamericanos | Juegos Panamericanos |
| Año                     | Lugar                   | Medalla              | Categoría            |
| ----------------------- | ----------------------- | -------------------- | -------------------- |
| 2015                    | Toronto (Canadá)        | Medalla de plata     | –49 kg               |
| Campeonato Panamericano |                         |                      |                      |
| Año                     | Lugar                   | Medalla              | Categoría            |
| 2010                    | Monterrey (México)      | Medalla de plata     | –46 kg               |
| 2012                    | Sucre (Bolivia)         | Medalla de bronce    | –46 kg               |
| 2014                    | Aguascalientes (México) | Medalla de plata     | –49 kg               |
| 2016                    | Querétaro (México)      | Medalla de plata     | –49 kg               |